# Nguyễn Thị Thân
Nguyễn Thị Thân (sinh 1937) là đại biểu Quốc hội Việt Nam khóa X. Bà thuộc đoàn đại biểu Hà Nam.
Ngày sinh: 14/8/1937
Giới tính: Nữ
Dân tộc: Kinh
Tôn giáo: Không
Quê quán: Xã Vân Canh, huyện Hoài Đức, Hà Tây
Trình độ chuyên môn: Kỹ sư Cơ khí chế tạo máy
Nghề nghiệp, chức vụ: Ủy viên Ủy ban thường vụ Quốc hội, Chủ nhiệm Ủy ban các vấn đề xã hội của Quốc hội (1992 - 1997).
Nơi làm việc: Ủy ban các vấn đề xã hội của Quốc hội
Nơi ứng cử: Hà Nam
Đại biểu Quốc hội khoá: X
Đại biểu chuyên trách: Trung ương
Đại biểu Hội đồng Nhân dân: Không